# Luoyang Bus Works
Luoyang Bus Works war ein Hersteller von Kraftfahrzeugen aus der Volksrepublik China.

## Unternehmensgeschichte
Das Unternehmen wurde 1951 in Luoyang als Reparaturwerkstatt für Omnibusse gegründet. 1982 begann die Produktion von Bussen, die als Huacheng und Luoyang vermarktet wurden. 1992 folgten Automobile. Der Markenname lautete Aoshen. Die Produktionszahlen blieben gering. Laut zweier Quellen endete 1993 die Produktion. Eine neuere Quelle gibt davon abweichend an, dass 1998 noch fünf Fahrzeuge entstanden.

## Fahrzeuge
Die Busse gab es mit 18 Sitzen und mit 45 Sitzen. Daneben standen Kombis mit Allradantrieb im Angebot.
Der LYK 6420 ähnelte dem VW Santana. Der LYK 5010 XXH war ebenfalls eine viertürige Limousine mit vier Sitzen.